# Saturnino Carod Lerín
Saturnino Carod Lerín (Moneva, Campo de Belchite, 21 de febrero de 1903 – Barcelona, 7 de marzo de 1988) fue un político y guerrillero español de ideología anarquista. Durante la Guerra civil llegó a mandar una columna miliciana y, posteriormente, durante la Segunda Guerra Mundial tuvo un papel activo en la Resistencia francesa.

## Biografía
Nació en Moneva el 21 de febrero de 1903, en el seno de una familia campesina. Se trasladó a Zaragoza y posteriormente a Barcelona, donde trabajó en la construcción. Allí se afilió a la Confederación Nacional del Trabajo (CNT), y además aprendería a leer y escribir. Durante el periodo de la dictadura de Primo de Rivera se exilió en Francia, de donde volvió tras la amnistía que siguió a la proclamación de la Segunda República, en abril de 1931. En febrero de 1936 formó parte del Comité Regional de Aragón de la CNT y junto con Florentino Galván fue encargado de organizar a los labradores de Valderrobles.
El golpe de Estado del 18 de julio de 1936 le sorprendió en Zaragoza, donde era secretario de propaganda del Comité Regional. Al día siguiente consiguió huir de la capital zaragozana y logró llegar a Tortosa, donde formó la Columna «Carod-Ferrer» con el comandante de la guardia civil José Ferrer Bonet. En septiembre se integrarían en la Columna «Sur-Ebro» de Antonio Ortiz Ramírez. Participó en la liberación de las localidades de Alcañiz, Caspe, Calanda, Alcorisa,  Moneva, Azuara y Fuendetodos. En Moneva, salvó del fusilamiento al cura Enrique Guallar, amigo de la niñez. En esta época colaboró con Nuevo Aragón, órgano del Consejo Regional de Defensa de Aragón.
En 1937 pasó a ejercer como comisario político de la 118.ª Brigada Mixta —la antigua columna «Carod-Ferrer» tras su militarización— y, posteriormente, de la 25.ª División. El fin de la guerra civil le sorprendió en el puerto de Alicante. Fue detenido, internado en el campo de concentración de Los Almendros y posteriormente conducido al campo de concentración de Albatera, de donde se fugó en mayo de 1939 con dos compañeros más —entre ellos Victoriano Castán Guillén, antiguo comandante de la 118.ª Brigada Mixta—. Lograría pasar a Francia, donde fue internado hasta finales de 1940. Entonces se unió al grupo de Francisco Ponzán, colaborando con la Resistencia francesa contra la ocupación nazi.
Hacia enero de 1941 volvió a España, donde hizo de enlace entre el Comité Nacional de la CNT de Manuel Amil Barciá y el Secretario General de la CNT Celedonio Pérez Bernardo. El 7 de agosto de 1941 fue detenido en Barcelona cuando hacía una misión de enlace entre Valencia, Madrid y Barcelona, quizás delatado por el infiltrado Eliseo Melis Díaz, de quien sospechaba que era un traidor. Fue juzgado y condenado a muerte en consejo de guerra en Madrid el 11 de octubre de 1949, pero la declaración en su favor de Enrique Guallar (que había sido exiliado a Épila por las autoridades franquistas) hizo que le conmutaran la pena por 25 años de prisión. Fue encarcelado en las prisiones de Figueres, modelo de Barcelona y San Miguel de los Reyes; salió en libertad en 1960. Se estableció en Barcelona, donde fue detenido nuevamente el octubre de 1961 y el 1962. El 1965 participó en el asunto del «cincopuntismo». En febrero de 1976 participó en el Congreso de Sants por el que se reconstituyó la CNT.

## Familia
Fue tío del político Josep-Lluís Carod-Rovira.